# Liceu Vauban de Luxemburg
El Liceu Vauban de Luxemburg (en francès: Lycée Vauban du Luxembourg) és el liceu francès situat a Limpertsberg un barri de la ciutat de Luxemburg, al sud del Gran Ducat de Luxemburg.

## Història
L'escola va ser fundada el 1985 per exiliats francesos a Luxemburg, per trobar el sistema d'ensenyament a Luxemburg adequat per als seus fills. Va ser nomenat de Vauban, per l'arquitecte francès que va actualitzar les fortificacions de la ciutat de Luxemburg sota l'ocupació de Lluís XIV de França. L'escola va créixer any rere any, i l'ensenyament es va estendre a alumnes de diferents nacionalitats. Com a resultat s'ha convertit en una cosmopolita escola secundària, malgrat ser en francès la llengua en el qual s'imparteixen les lliçons. A partir de la dècada del 2000 el govern de Luxemburg cada vegada dona subvencions al Liceu, per tant, les taxes de matrícula s'han reduït considerablement i, en conseqüència, més alumnes poden permetre's assistir al Liceu Vauban.